# Astrid Cirotte
Astrid Cirotte (* 16. Dezember 2003) ist eine französische Tennisspielerin.

## Karriere
Cirotte spielt bislang vorrangig Turniere der ITF Women’s World Tennis Tour, auf der sie bislang drei Titel im Doppel gewann.

## Turniersiege

### Doppel
| Nr. | Datum          | Turnier                 | Kategorie | Belag     | Partnerin           | Finalgegnerinnen                           | Ergebnis         |
| --- | -------------- | ----------------------- | --------- | --------- | ------------------- | ------------------------------------------ | ---------------- |
| 1.  | 22. April 2023 | Monastir                | ITF W15   | Hartplatz | Wang Jiaqi          | Yvonne Cavalle-Reimers Teja Tirunelveli    | ohne Spiel       |
| 2.  | 22. Juli 2023  | Les Contamines-Montjoie | ITF W15   | Hartplatz | Marine Szostak      | Celine Simunyu Katerina Tsygourova         | 6:3, 3:6, [10:7] |
| 3.  | 7. Juni 2025   | Monastir                | ITF W15   | Hartplatz | Patricija Paukštytė | Lamis Alhussein Abdel Aziz Anja Wildgruber | 6:4, 6:1         |